# Али (Италија)
Али (итал. Alì) је насеље у Италији у округу Месина, региону Сицилија.
Према процени из 2011. у насељу је живело 778 становника. Насеље се налази на надморској висини од 438 м.

## Становништво
Према резултатима пописа становништва 2011. у општини је живело 823 становника.
| 1931. | 1936. | 1951. | 1961. | 1971. | 1981. | 1991. | 2001. | 2011. |
| ----- | ----- | ----- | ----- | ----- | ----- | ----- | ----- | ----- |
| 1.717 | 1.795 | 1.584 | 1.382 | 1.159 | 1.087 | 1.050 | 933   | 823   |